# OKH Mauerwald

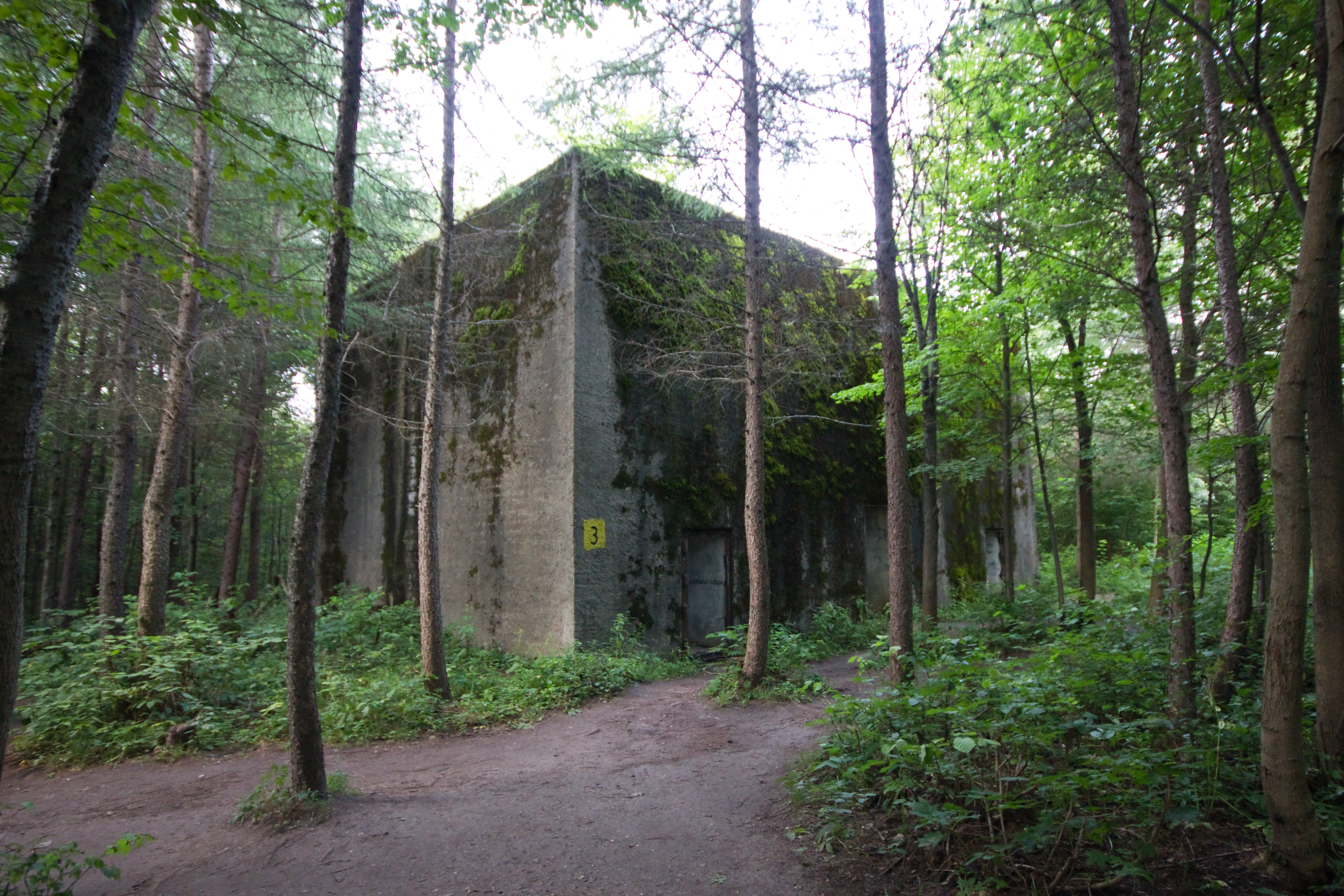
Bunker des OKH Mauerwald

Das OKH Mauerwald war das Hauptquartier des Oberkommandos des Heeres im Mauerwald, unweit des Mauersees in der Masurischen Seenplatte. Es bestand von 1941 bis 1944.

## Bunkersystem in Ostpreußen
Das OKH Mauerwald war Teil eines Bunkersystems und von Quartieren, in denen Gefechtsstände für Stäbe der meisten deutschen Truppengattungen untergebracht waren. Im OKH Mauerwald (Mamerki) hatten von 1941 bis 1944 das Hauptquartier des Oberkommandos des Heeres (OKH) und das Quartier des Heereshauptversorgungsdienstes ihren Sitz. Es war bedeutend größer als das 20 km entfernte Führerhauptquartier Wolfsschanze bei Rastenburg.

## Name
Das OKH erhielt den Decknamen Mauerwald, weil es unweit des Mauersees lag. Es war unterteilt in die Bezirke: „Fritz“ (operative Dienststellen des Generalstabs des Heeres), „Quelle“ (Generalquartiermeister mit seinen Verwaltungs- und Logistikdienststellen) und „Anna“ (Fernmelde- und Kommunikationszentralen).

## Geschichte

### Vor dem Stauffenberg-Attentat
Nachdem Hitler Anfang Oktober 1940 den Görlitzer Forst bei Rastenburg als Führerhauptquartier festgelegt hatte, sollte unmittelbar danach eine Zentrale des Oberkommandos des Heeres in der Nähe der russischen Grenze, am Ufer des Mauersee 18 km nördlich der Wolfsschanze, erbaut werden. Der Standort der Bunkeranlage wurde wegen des dichten Waldes ausgewählt, der sich ausgezeichnet zur Tarnung anbot, und weil es schon eine Eisenbahnstrecke nach Rastenburg gab, die zum Transport von Baumaterialien und Bauarbeitern genutzt werden konnte.
Für den Bau der Hauptquartiere war in Berlin eine Scheinfirma mit dem Decknamen Askania gegründet worden, hinter der die Organisation Todt agierte.  Am 23. Juni 1941 bezog der Generalstab des Heeres das Hauptquartier im Mauerwald. In dem Gelände, das mit etwa 200 Objekten und ca. 30 intakten Bunkern deutlich größer war als die Wolfsschanze, arbeiteten 40 Generäle und ca. 1500 Offiziere sowie weitere Wehrmachtssoldaten. Von den 200 Gebäuden wurden 30 in schwerer Stahlbetonweise (Stärke 7 m) gebaut.
Es wurden in den Quartieren Dutzende von Kasernen gebaut, in denen sich das Personal der Kommunikationsdienste befand: Küchen, Casinos, Post, Kino, Wohnquartiere, ein Krankenhaus, eine Sauna und Ställe. Je nach Typ hatten die Unterstände zwei oder fünf Räume, zwei oder vier Innenschießstände. Sie hatten ein Lüftungssystem. Bis heute sind die Spuren von Luftfiltern, Elektroinstallation, Telefon, Zentralheizung und Toiletten erhalten geblieben. Verkleidet waren die Bunker, die mit Beton und speziellen Moosschutz gehärtet wurden, mit Seegras. Auf den Dächern der Bunker pflanzte man Gras, Sträucher und sogar Bäume. Sie sind aus der Luft so effektiv getarnt, dass sich Bunker auch nach 60 Jahren in den Hintergrund des Waldes komplett einfügen. Das Gelände war im Umkreis von 150 km mit einer Radarkontrolle gesichert.
In den nächsten 3 Jahren wurden die militärischen Kampfhandlungen aus dem Mauerwald von bekannten Generalen koordiniert. Unter anderem arbeiteten dort Franz Halder, Walter von Brauchitsch, Heinz Guderian, Friedrich Paulus, Adolf Heusinger und Claus Schenk Graf von Stauffenberg.
1944 entstand dort der Film Auch hier wird nur mit Wasser gekocht, ein Propagandafilm, der den Tagesablauf des Generalstabs dokumentiert.

### 20. Juli 1944
Auf dem Gelände der Quartiere diente von Juni 1941 bis Februar 1943 Oberst Claus Stauffenberg, der sich hier auf den Sturz Hitlers vorbereitete.
Ursprünglich war dem OKH Mauerwald eine bedeutende Rolle im Staatsstreich zugedacht. Wesentliche Teile des OKH waren zu dieser Zeit schon nach Wünsdorf zurückgeführt, wo Eduard Wagner der Verbindungsmann der Verschwörer war. Für das OKH Mauerwald war Generalmajor Hellmuth Stieff vorgesehen. Dieser flog am 20. Juli mit Claus Schenk Graf von Stauffenberg und dessen Ordonnanzoffizier, Oberleutnant d. Res. Werner von Haeften, gegen 7 Uhr von Rangsdorf bei Berlin zum Flugplatz Rastenburg. Stauffenberg begab sich zur Wolfsschanze; Haeften folgte Stieff zu dessen Dienstsitz im OKH Mauerwald. Nachdem Haeften zu Stauffenberg in die Wolfsschanze aufgebrochen war, begab sich Stieff zu Major i. G. Ernst Ferber, seinem Generalstabsoffizier, um mit ihm die operative Lage und laufende Angelegenheiten zu besprechen. Ende März 1943 war Ferber in die Organisationsabteilung versetzt worden. Nach der Besprechung begab sich dieser auch zur Wolfschanze. Gegen 13.30 Uhr rief Ferber aus der Wolfschanze, wo er die Explosion gehört hatte, Stieff im Hauptquartier des OKH an und teilte ihm mit, er könne erst später zurückkommen. Da man erst annahm, dass Arbeiter der Organisation Todt das fehlgeschlagene Attentat verübt hätten, indem sie einen Sprengsatz in die Lagebaracke verbaut hätten, vermutete Ferber zuerst, dass der Anschlag vor der Öffentlichkeit geheim gehalten werden sollte. Deshalb nannte er Stieff, der ungeduldig danach fragte, am Fernsprecher nicht den Grund seiner Verspätung. Dies könnte Stieff bereits als einen Anfangsverdacht gegen ihn gedeutet haben: Für beide Sperrkreise des Führerhauptquartiers war bereits um 12.45 Uhr Alarm ausgelöst worden. Gegen 14 Uhr wurde bekannt, dass Stauffenberg der Attentäter war. Später, vor 16 Uhr, auf dem Weg zum Kasino, sah Ferber Hitler, der den rechten Arm in der Schlinge trug und dabei war, Mussolini, der zu dieser Zeit eintraf, am Bahnhof „Görlitz“ im Führerhauptquartier abzuholen. Stieff muss wohl den Staatsstreich bereits am frühen Nachmittag aufgegeben haben. Er verbrannte brisante Akten und versuchte, Eingeweihte zu warnen, sowie weitere Aktionen, die ihm jetzt als sinnlos erschienen, zu verhindern. Erst gegen 18 Uhr konnte Ferber den Sperrkreis des Führerhauptquartiers verlassen. Stieff gab Ferber den Befehl, jedes Wort, das er nun spreche, mitzuschreiben, und telefonierte dann ununterbrochen. Gegen 20 Uhr befahl Stieff, dass die Weiterleitung von OKW-Fernschreiben mit den Signaturen von Witzleben und Fromm nicht mehr erfolgen dürfe und dass die Vermittlung nach Berlin stillgelegt werden müsse. Als um 21 Uhr Günther von Kluge, den man zum Putsch drängte, im Schloss La Roche-Guyon in Frankreich schließlich Gewissheit über den Zustand des Führers haben wollte, erreichte er im OKH nur noch Stieff. Ferber war beim Telefonat dabei:

„‚Hier Kluge. Stieff, ich muss nun endlich wissen: Lebt der Führer oder lebt er nicht?‘ Stieff: ‚Herr Feldmarschall, der Führer lebt.‘ Kluge: ‚Woher wollen Sie das wissen?‘ Stieff: ‚Herr Feldmarschall, mir gegenüber sitzt mein Generalstabsoffizier, der Major Ferber. Er hat den Führer nach dem Attentat zweimal bei der Abholung von Mussolini gesehen.‘ Kluge: ‚Stimmt das wirklich, Stieff?‘ Stieff: ‚Dies stimmt, Herr Feldmarschall!‘ Kluge: ‚So, so, so ...‘“

 Ohne weitere Schluss- oder Grußworte endete das Gespräch. Nochmals rief Kluge in Berlin an. Stauffenberg war am Apparat. Danach telefonierte Stauffenberg mit Major i. G. Egbert Hayessen, dem er sagte: „Stieff ist ausgebrochen!“ Wahrheitsgemäß hatte Stieff berichtet, dass Hitler lebe. Seine Mitteilung gab den Ausschlag, dass Kluge sich der Aktion nicht anschloss.

### Nach dem Stauffenberg-Attentat
Im Dezember 1944 wurde das Hauptquartier nach Zossen bei Berlin verlegt. Am 20. Januar 1945 zogen die letzten deutschen Soldaten ab, ohne die Anlage zu zerstören. Auch durch die Rote Armee wurde die Anlage nicht zerstört. Daher gehört die gesamte Anlage zu den besterhaltenen deutschen Bunkersystemen aus der Zeit des Zweiten Weltkriegs. Ein seit 2003 vor Ort untergebrachtes Museum existiert und kann besichtigt werden.

### Bernsteinzimmer
Im Zweiten Weltkrieg wurde das Bernsteinzimmer aus der Sowjetunion von den Deutschen geraubt. Seitdem ist es verschwunden. In den Jahren von 2016 bis 2017 wurde das Bernsteinzimmer aufgrund einer Spur in Mamerki im Mauerwald gesucht.